# Escudo del Departamento de Canelones
El Escudo de Canelones, junto a la bandera y el himno, es uno de los símbolos oficiales del departamento Canelones. Fue adoptado en 2010, en sustitución del antiguo escudo.  

## Historia
El primer escudo departamental fue adoptado en 1977 en plena dictadura cívico militar. Estaba conformado en su interior por cuatro espigas de oro que simbolizan la riqueza agrícola del departamento. El león representa a las primeras familias que poblaron este lugar, los canarios, ya que también está presente en el escudo de Las Palmas de Gran Canaria.
Rodean a estos símbolos las palabras Valor, en honor a los que combatieron en las fuerzas emancipadoras, Labor, por sus hombres del presente, y Poder, como ambición para el futuro. El escudo posee en su parte superior un sol, también presente en la bandera de Uruguay. Los colores utilizados son los mismos que los de las banderas de Artigas y de los Treinta y Tres Orientales.
En el año 2009 la Comisión de Patrimonio en conjunto con la Dirección de Cultura y la Junta Departamental promovieron un concurso público para modificar y crear un nuevo escudo departamental y adoptar un nuevo pabellón. La autora del diseño fue Leticia Bermúdez, oriunda de la ciudad de Canelones. El jurado que falló en el concurso estuvo integrado por el edil Alfredo Mazzei en representación de la Junta Departamental de Canelones, el profesor Alfredo Fernández, Director de Cultura en representación de la Intendencia de Canelones y el doctor Luis Rodríguez Díaz, representante del Ministerio de Educación y Cultura. 
El escudo fue elegido por mayoría. 
Al detallar el significado de cada figura del Escudo, dijo que "la parte verde, donde está el trigo, representa a toda la parte agrícola ganadera del departamento que es lo más fuerte de la economía. La parte azul, es el mar y simboliza la parte turística y el sol que corona todos esos elementos".

## Evolución histórica

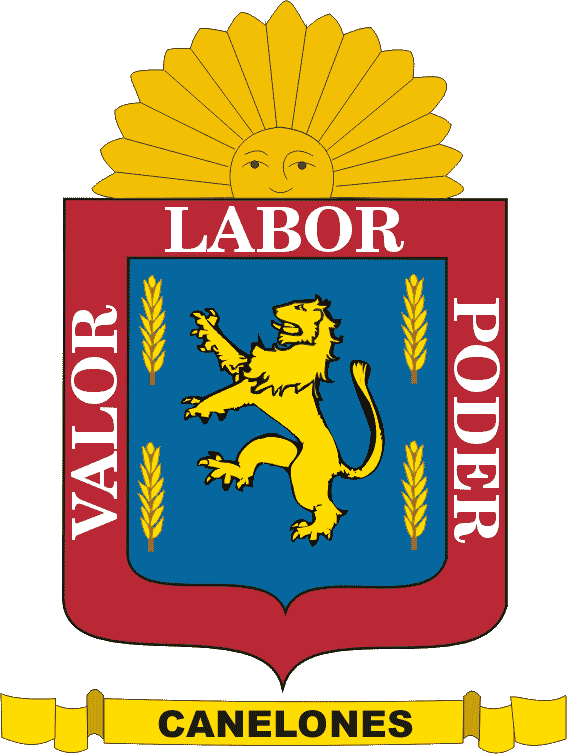
1977-2010

2010-presente